# أحمد محمد الآنسي
أحمد محمد الآنسي 1939م هو سياسي من اليمن. ولد في بيت الفقيه محافظة الحديدة.

## مناصب
تولى منصب وزير الاتصالات وتقنية المعلومات 16 مايو 1998م – 4 أبريل 2001م.
- وزير الاتصالات وتقنية المعلومات 15 مايو 1997م – 16 مايو 1998م.
- وزير الاتصالات وتقنية المعلومات 10 يونيو 1994م – 15 مايو 1997م.
- وزير الاتصالات وتقنية المعلومات 30 مايو 1993م – 10 يونيو 1994م.
- وزير الاتصالات وتقنية المعلومات 24 مايو 1990م – 30 مايو 1993م.[2]
- وزير التربية والتعليم.
- عضو في مجلس النواب.
- رئيس الهيئة الوطنية العليا لمكافحة الفساد 2007م - 2012م

| المناصب السياسية | المناصب السياسية                                                   | المناصب السياسية              |
| ---------------- | ------------------------------------------------------------------ | ----------------------------- |
| سبقه             | وزير الاتصالات وتقنية المعلومات (5) 16 مايو 1998م - 4 أبريل 2001م  | تبعه عبد الملك سليمان المعلمي |
| سبقه             | وزير الاتصالات وتقنية المعلومات (4) 15 مايو 1997م - 16 مايو 1998م  | تبعه                          |
| سبقه             | وزير الاتصالات وتقنية المعلومات (3) 10 يونيو 1994م - 15 مايو 1997م | تبعه                          |
| سبقه             | وزير الاتصالات وتقنية المعلومات (2) 30 مايو 1993م - 10 يونيو 1994م | تبعه                          |
| سبقه             | وزير الاتصالات وتقنية المعلومات (1) 24 مايو 1990م - 30 مايو 1993م  | تبعه                          |